# Mobile Softswitch Solution
Mobile Softswitch Solution (MSS) - rozwiązanie będące częścią ewolucji sieci szkieletowych używanych do budowy sieci komórkowych w standardach GSM i UMTS. Polega ono na rozdzieleniu funkcji związanych z obsługą rozmowy i komutacji łączy pomiędzy różne elementy sieciowe. Komutacja rozmowy odbywa się w MSS dzięki tzw. Media Gateways (MGW), używana jest do tego celu technologia ATM lub IP, jest to częścią trendu w telekomunikacji związanego z migracją do środowiska All IP.

## Kwestie techniczne
Mobile Softswitch Solution opiera się na rozdzieleniu pewnych funkcji sieci szkieletowej (ang. Core Network) na różne elementy sieciowe, które przedstawia się jako współpracujące ze sobą warstwy, dlatego czasami architekturę sieci budowanej przed wprowadzeniem MSS określa się jako Monolithic Architecture, a późniejsze rozwiązanie jako Layered Architecture (architekturę warstwową).

### Monolithic Architecture
Pierwsze specyfikacje GSM publikowane przez ETSI, oraz późniejsze specyfikacje GSM i UMTS opublikowane przez 3GPP (tzw. Release 99) przedstawiały sieć szkieletową związaną z komutacją łączy jako sieć zbudowaną na bazie central MSC. Centrale przesyłały pomiędzy sobą dane związane z połączeniem (tzw. user payload) głosowym i wideorozmową (tylko UMTS) oraz tzw. signalling, czyli informacje związane z zestawianiem połączenia na bazie protokołu ISUP (ISDN User Part). Używały do tego technologii TDM i bazujących na niej linków E1/T1 oraz ich wielokrotności. Komutacja łączy pomiędzy centralami dla poszczególnych połączeń odbywała się dzięki będącemu częścią MSC Group Switch.
BSC (GSM) lub RNC (UMTS) kontrolujące sieć radiową, na terenie której znajdował się terminal, który inicjował połączenie (lub do którego je zestawiano) jest połączone z MSC, które dokonuje komutacji łączy wewnątrz sieci szkieletowej oraz kontroluje połączenie (np. korzysta z połączonego z nim VLRa w celu zlokalizowania abonenta, uruchamia procedurę łączenia się z serverami oferującymi usługi dodatkowe na bazie sieci inteligentnych, generuje tzw. CDRy wykorzystywane do naliczania rachunków, itp. ).

### Layered Architecture
Konsorcjum standaryzacyjne 3GPP w specyfikacjach w wersji Release 4 zaproponowało rozdzielenie architektury związanej z siecią szkieletową odpowiedzialną za obsługę połączeń głosowych i wideo rozmów. Jedna z warstw oparta na MSC serwerach odpowiedzialna jest za kontrolę rozmowy (ang. call control), druga oparta na Media Gateways (MGW) odpowiedzialna jest za kontrolę usług przenoszenia (ang. bearer control). 
Gdy użytkownik inicjuje połączenie, terminal poprzez stację bazową komunikuje się z kontrolującym ją BSC (GSM) lub RNC (UMTS), a ten przesyła informację do połączonego z nim MSC Servera. MSC server jest odpowiedzialny za uwierzytelnienie użytkownika, generowanie CDRów używanych do naliczania opłat za połączenie, kontakt z serverami oferującymi usługi dodane na bazie platformy sieci inteligentnych, itp. Łączy się on z innymi MSC serverami za pomocą protokołu BICC (Bearer Independent Call Control), którego używa do zestawienia połączenia (aby zapoznać się z procesem zestawiania połączenia zobacz ten artykuł).
Dla potrzeb komutacji łączy (poprzez które będą przesyłane dane (tzw. user payload) związane rozmową lub wideo rozmową), MSC server przyznaje dla połączenia jeden z kontrolowanych przez siebie (za pomocą protokołu H.248) Media Gateways (MGW). To który z nich będzie wykorzystany, może zależeć na przykład od ich obciążenia. MGW wykorzystuje technologię ATM lub IP i jest to element ewolucji w telekomunikacji, związanej z migracją usług transportowych opartych na technologii TDM (linki E1/T1) w kierunku rozwiązań opartych na technologii IP.
Dane przesyłane są poprzez sieć radiową do BSC/RNC, które przesyła je do MGW wskazanego przez MSC server współpracujący z tym BSC/RNC. MGW zestawia połączenie poprzez wewnętrzna sieć ATM/IP i przesyła je do MGW kontrolowanego przez MSC server, który zarządza terminalem do którego zestawiane jest połączenie. 

## Implementacje MSS w obecnie działających sieciach
Obecnie wszystkie działające sieci UMTS używają architektury warstwowej opartej na bazie MSC serverów i Media Gateways.
Większość sieci GSM była budowana w czasach gdy sieć szkieletowa oparta była na centralach MSC (architektura monolityczna). Obecnie migrują one do architektury warstwowej, operatorzy wymieniają elementy sieciowe na takie, które wspierają architekturę opartą na MSS. Tak zaimplementowana sieć szkieletowa może być wykorzystywana wspólnie przez oba rodzaje sieci radiowych: GSM i UMTS.
W sieciach w których implementuje się Mobile Softswitch Solution, implementuje się też często funkcję MSC in Pool. W tym przypadku BSC/RNC nie jest połączone tylko do jednego MSC servera, ale do ich całej puli. Odpowiednie algorytmy, lub zmiany w konfiguracji przeprowadzone przez inżynierów zarządzających siecią determinują, do którego z MSC serverów zostanie skierowane żądanie nawiązania połączenia. W takiej puli elementy sieciowe zestawione są w relacji n:m, czyli może się w niej znajdować się np. n Msc Serverów i m Media Gateways, gdzie każdy z MSC Serverów może kontrolować każdy z m MGW.